# Nemichthys
Nemichthys är ett släkte av fiskar som beskrevs av Richardson, 1848. Nemichthys ingår i familjen skärfläcksålar.
Kladogram enligt Catalogue of Life och Dyntaxa:
| Nemichthys | \| \| Nemichthys curvirostris \| \| \| \| \| \| Nemichthys larseni \| \| \| \| \| \| trådål \| \| \| \| |
|            | \| \| Nemichthys curvirostris \| \| \| \| \| \| Nemichthys larseni \| \| \| \| \| \| trådål \| \| \| \| |
|            | Avocettina                                                                                              |
|            | |
|            | Labichthys                                                                                              |
|            | |
|            | Nemichthys curvirostris                                                                                 |
|            | |
|            | Nemichthys larseni                                                                                      |
|            | |
|            | trådål                                                                                                  |
|            | |

|  | Nemichthys curvirostris |
|  |                         |
|  | Nemichthys larseni      |
|  |                         |
|  | trådål                  |
|  |                         |